# Dunderrow
Dunderrow är en ort i republiken Irland.   Den ligger i grevskapet County Cork och provinsen Munster, i den södra delen av landet, 240 km sydväst om huvudstaden Dublin. Dunderrow ligger 38 meter över havet och antalet invånare är 197.
Terrängen runt Dunderrow är platt. Runt Dunderrow är det ganska glesbefolkat, med 30 invånare per kvadratkilometer. Närmaste större samhälle är Douglas, 19,5 km nordost om Dunderrow. Trakten runt Dunderrow består i huvudsak av gräsmarker.